# Jamshid Shahmohammadi
Jamshid Shahmohammadi (Irán; 2 de julio de 1968) es un exfutbolista y entrenador de fútbol de Irán que jugaba en la posición de delantero. Desde 2015 es el entrenador del Persepolis B.

## Carrera

### Club
| Periodo   | Club                          |
| --------- | ----------------------------- |
| 1987–1988 | Persepolis FC                 |
| 1988–1991 | Daraei FC                     |
| 1991–1993 | Keshavarz FC                  |
| 1993–1995 | Persepolis FC                 |
| 1995–1996 | Saipa FC                      |
| 1996–1999 | Bahman FC                     |
| 1999–2002 | Electric Damavand FC          |
| 2000      | → Esteghlal Ahvaz FC (cedido) |

### Selección nacional
Jugó para Irán en 12 ocasiones de 1992 a 1994 y anotó un gol, participó en la Copa Asiática 1992 y en los Juegos Asiáticos de 1994.

### Entrenador
| Periodo | Club         |
| ------- | ------------ |
| 2014    | Persepolis B |
| 2015–   | Persepolis B |

## Logros
- Copa Hazfi:

1987-88
- Liga de Teherán:

1987-88